# Sky Sox de Colorado Springs
Les Sky Sox de Colorado Springs (en anglais : Colorado Springs Sky Sox) étaient une équipe de ligue mineure de baseball fondée en 1988 et basée à Colorado Springs. L'équipe a disparu en 2018.

## Histoire
La franchise s'installe à Colorado Springs en 1987 à la suite du transfert des Islanders d'Hawaï (1961-1986). Le nom des Sky Sox fut celui d'une franchise de Simple-A entre 1950 et 1958 affiliée aux White Sox de Chicago. Cette première version des Sky Sox de Colorado Springs n'a aucun rapport avec la franchise actuelle.
Les Sky Sox évoluent depuis 1988 au Security Service Field.

## Palmarès
- Champion de la Pacific Coast League (AAA) : 1992, 1995